# Michael Huemer (Philosoph)

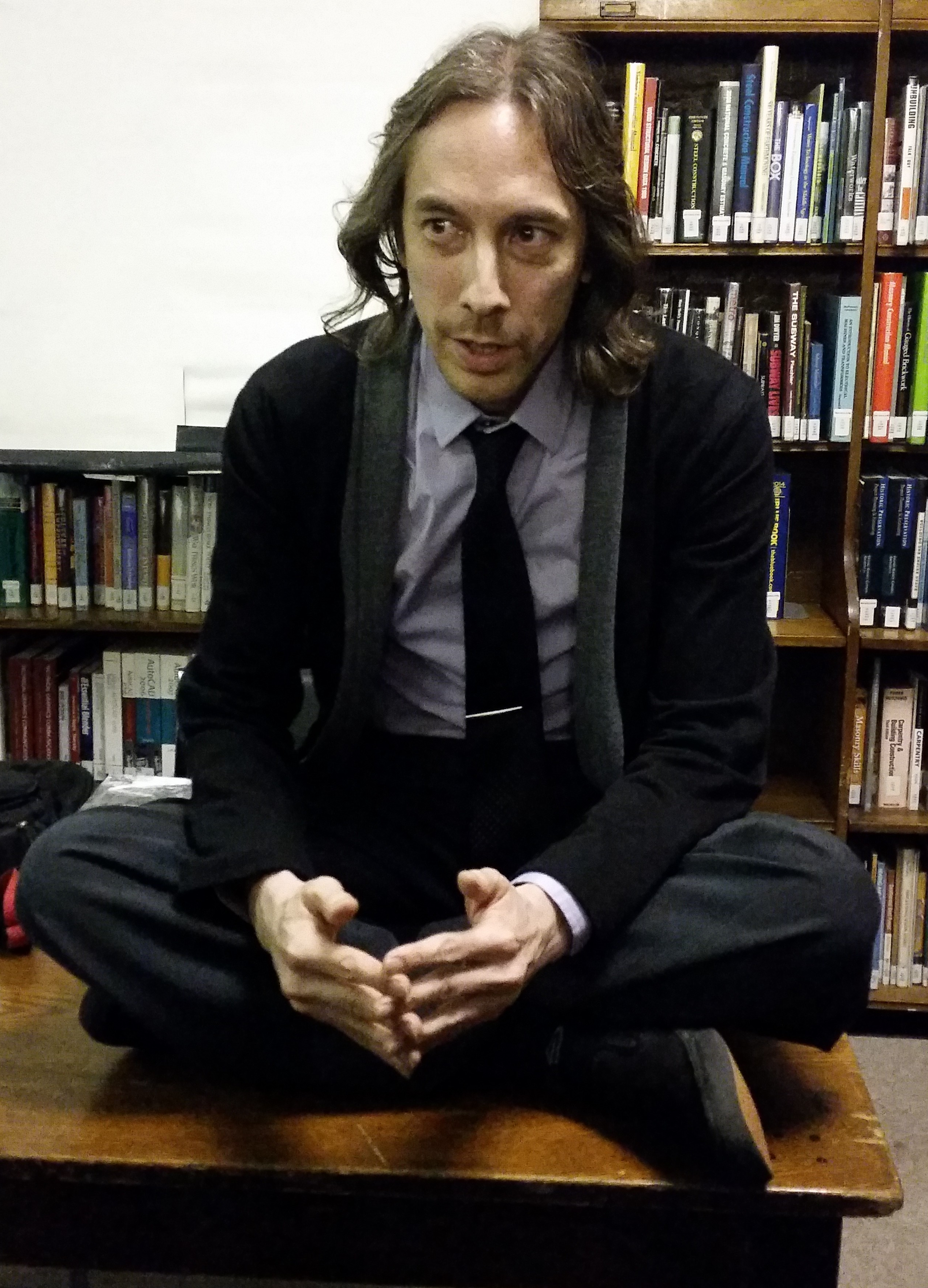
Michael Huemer beantwortet Fragen auf der NYC Junto, 1. Oktober 2015

Michael Huemer (* 27. Dezember 1969) ist ein US-amerikanischer Philosoph. Er ist Professor an der University of Colorado, Boulder.

## Leben
Huemer studierte Philosophie an der University of California, Berkeley (B.A., 1992) und promovierte 1998 an der Rutgers University. Seit 1998 ist er an der University of Colorado Boulder.

## Arbeit
Huemer vertritt in der Erkenntnistheorie direkten Realismus und in der Ethik Intuitionismus (in einer Sonderform, genannt: rationalistischer Intuitionismus) sowie Realismus. Sein Ansatz dabei ist der Phänomenale Konservatismus, welcher davon ausgeht, dass unsere Wahrnehmung und unsere moralische Überzeugung sozusagen unschuldig sind bis zum Beweis des Gegenteils. Huemer hat unter anderem zum philosophischen Skeptizismus, dem Induktionsproblem, Freien Willen und deontologischer Ethik publiziert.
Er verteidigt philosophischen und politischen Anarchismus. Dabei geht er von moralischen Prämissen aus, welche Bryan Caplan zufolge die meisten Nicht-Libertären bereits akzeptieren. Insbesondere vermeide er die Fallstricke von Ansätzen, die rein konsequentialistisch bzw. rein rechte-basiert sind.
Huemer ist ein Verfechter des ethischen Vegetarismus. Huemer's Buch „Dialogues on Ethical Vegetarianism“ wurde von dem bekannten Philosophen Peter Singer in höchsten Tönen gelobt und er verfasste ein Vorwort.
Huemer ist Verfechter von offenen Grenzen.

## Bücher

### The Problem of Political Authority (2013)
In The Problem of Political Authority (2013) vertritt Huemer die These, dass moralische Argumente für eine zentrale politischen Autorität mit Gewaltmonopol fehlerhaft sind und eine Gesellschaft auch ohne einen solchen Staat praktisch funktionieren könnte. Er vertritt damit nicht nur einen philosophischen Anarchismus, sondern begründet auch einen politischen Anarchismus.
Michael Huemer ist damit Teil der Tradition des Anarchokapitalismus, da er meint, dass eine ideale Gesellschaft frei vom Staat ist und auf Privateigentum aufbauen sollte.
Huemer distanziert sich aber explizit von Anarchokapitalisten wie Murray Rothbard, die ihre Legitimation einzig aus natürlichen Rechten ziehen, von egoistischen oder „objektivistischen“ Denkern wie Ayn Rand (allerdings keine Vertreterin des Anarchismus), oder von anderen Anarchokapitalisten wie Walter Block, die auf der österreichischen Schule der Nationalökonomie aufbauen. Huemer bezieht sich dagegen positiv auf die Version des Anarchokapitalismus, die der Rechtsökonom und klassische liberale Denker David D. Friedman in seinem Buch Das Räderwerk der Freiheit (1971) beschreibt. Als größten Einfluss auf seinen philosophischen Anarchismus nennt Huemer den amerikanischen politischen Philosophen A. John Simmons.
Stattdessen versucht Huemer zu zeigen, dass unsere Alltagsmoral ausreicht, um zu zeigen, dass staatliche Autorität illegitim ist. Huemer postuliert, dass Theorien von staatlicher Autorität zeigen müssen, warum Akteure des Staates Dinge tun dürfen, die normalen Bürger nicht erlaubt sind. In der ersten Hälfte des Buches macht er daher das folgende Gedankenexperiment: Sie befinden sich in einem Dorf, in dem Verbrecher die Bewohner ausrauben. Sie überwältigen die Verbrecher und schließen sie in ihrem Gefängnis ein. Anschließend statten sie jedem der Dorfbewohner einen Besuch ab und fragen nach Schutzgeld. Wer ihnen das Schutzgeld nicht gibt, den bedrohen sie mit einer Waffe und schließen in ihrem Gefängnis ein. Huemer zeigt, dass die meisten Menschen diese Handlung nicht gutheißen würden – obwohl der Schutzgelderpresser ihnen einen wichtigen Dienst leistet. Wie unterscheidet sich der Staat jedoch vom Schutzgeldexpresser?
Huemer setzt sich mit unterschiedlichen Theorien auseinander, die staatliche Autorität begründen (z. B. der soziale Kontrakt, der hypothetische soziale Kontrakt, deliberative Demokratie, demokratische Gleichheitstheorie) und kommt zu dem Schluss, dass diese Theorien fehlerhaft sind. Der Staat ist daher aus moralischer Sicht nicht legitim.
Das heißt aber nicht, dass wir den Staat deswegen automatisch abschaffen sollten. Huemer ist gegen gewaltsame Revolution und den Einsatz von Gewalt als politischem Mittel im Allgemeinen (er bezieht sich dagegen positiv auf Mahatma Gandhis Strategie von gewaltfreiem Widerstand). Wenn es besser ist, mit Staat zu leben als ohne Staat, dann darf der Staat die Rechte seiner Bürger möglicherweise zu einem gewissen Grad verletzen. Er distanziert sich damit z. B. von Murray Rothbard oder anderen libertären Denkern, die meinen, dass das Nicht-Aggressionsprinzip absolut ist.
Auch sind nicht alle Staaten gleich: liberale Demokratien z. B. sind besser als autoritäre Staaten, da sie die Rechte ihrer Bürger weniger verletzen.
Im zweiten Teil des Buches versucht Huemer daher zu zeigen, dass eine Gesellschaft ohne Staat funktionieren könnte. Er baut hier auf David Friedmans Argumenten auf: eine anarchokapitalische Gesellschaft braucht die Funktionen, die der Staat derzeit erfüllt, wie z. B. Rechtsprechung, Polizei und nationale Sicherheit. Diese Funktionen könnten und sollten allerdings laut Friedman und Humer von nicht-staatlichen Akteuren wie privaten Unternehmen oder freiwilligen Wohlfahrtsorganisationen erfüllt werden. Huemer will nicht Staaten von heute auf morgen abschaffen – das wäre unverantwortlich, da es in Chaos und Gewalt enden könnte. Stattdessen ist er der Meinung, dass Staaten graduell privatisiert werden sollten.

## Kritik
Der Publizist Michael von Prollius verfasste auf der Internetplattform Forum Freie Gesellschaft eine ausführliche Rezension des Buches Wider die Anmaßung von Politik. Er spart nicht mit kritischen Anmerkungen – beispielsweise mute es „bizarr an, den Freizeitwert von Schusswaffen im Verhältnis zu einem Menschenleben gewichten zu wollen“ – und schließt seine Betrachtungen mit den Worten: „Politics is a dirty job, but someone’s gotta do it.“ Eingedenk zustimmender Kommentatoren, gehe für von Prollius „Huemers Verbindung von Moralphilosophie und Sozialwissenschaft nicht auf“.

## Veröffentlichungen
- Skepticism and the Veil of Perception. Rowman & Littlefield, 2001, ISBN 0-7425-1253-3.
- mit Robert Audi (Hrsg.): Epistemology: Contemporary Readings. Routledge, 2002, ISBN 0-415-25921-5.
- Ethical Intuitionism. Palgrave Macmillan, 2006, ISBN 1-4039-8968-0.
- The Problem of Political Authority: An Examination of the Right to Coerce and the Duty to Obey. Palgrave Macmillan, 2012, ISBN 978-1-137-28164-7.
- Approaching Infinity. Palgrave Macmillan, 2016, ISBN 978-1-137-56086-5.
- Phänomenaler Konservatismus. In: M. Grajner, G. Melchior (Hrsg.): Handbuch Erkenntnistheorie. J.B. Metzler, Stuttgart 2019, doi:10.1007/978-3-476-04632-1_24